# Bradleya kaasschierti
Bradleya kaasschierti is een mosselkreeftjessoort uit de familie van de Hemicytheridae. De wetenschappelijke naam van de soort is voor het eerst geldig gepubliceerd in 1957 door Keij.